# جان پویندکستر
جان مارلان پویندکستر (زادهٔ ۱۲ اوت ۱۹۳۶) افسر بازنشستهٔ نیروی دریایی ایالات متحده و از مقامات سابق وزارت دفاع این کشور است. او قائم‌مقام مشاور امنیت ملی و مشاور امنیت ملی در دولت رونالد ریگان بود. پویندکستر، در آوریل ۱۹۹۰، به‌دلیل اقداماتش در ماجرای ایران-کنترا، به چندین جرم محکوم شد، اما محکومیت او در دادگاه تجدیدنظر در سال ۱۹۹۱ لغو گردید. در طول دولت جورج دابلیو. بوش، جان پویندکستر مدت کوتاهی به‌عنوان مدیر دفتر آگاهی از اطلاعات دارپا خدمت کرد. او پدر فضانورد ناسا و کاپیتان نیروی دریایی ایالات متحده، آلن جی. پویندکستر، است.

## ماجرای مک‌فارلین
در ماجرای ایران-کنترا، پویندکستر و الیور نورث به کنتراها یاری رساندند و برای آزادی گروگان‌های آمریکایی از لبنان به ایران پول و سلاح دادند. این امر ناقض اصلاحیهٔ بولند بود که ایالات متحده را از مشارکت مستقیم یا غیرمستقیم در اقدامات کنتراها منع می‌کرد. شواهد نشان می‌دهد که پویندکستر رهبر سازمان‌دهی انتقال تسلیحات به ایران بوده و بر کار سایر افراد درگیر در این ماجرا، از جمله الیور نورث، نظارت داشته است.